# Швидкісний трамвай Шарлотти
Швидкісний трамвай Шарлотти (англ. Lynx Blue Line) — лінія легкорейкового транспорту в місті Шарлотт, Північна Кароліна, США.

## Історія
Перші трамваї на вулицях міста з'явились в 1889 році, але як і в переважні більшості інших міст США мережа була закрита в 1938 році. Пов'язане це було з поширенням в країні відносно доступних приватних автомобілів та постійному зменшенні кількості пасажирів, що призводило до банкрутства трамвайних компанії в різних містах США, в період 1930-х — 1950-х років.
Розмови про повернення трамваїв почалися у середині 1980-х років, але до якихось конкретних дій дійшло лише в 1999 році коли почалося проектування лінії ЛРТ. Передбачалося що вартість будівництва початкової ділянки складе близько 225 млн доларів. При проведенні робіт з'ясувалося що через здорожчення землі по якій проходитиме лінія та дорожчанню будматеріалів, вартість будівництва на багато перевищить початковий кошторис. При відкритті у 2007 році, була підрахована остаточна вартість будівництва у розмірі 462,7 млн доларів, що більш ніж у двічі перевищувало початкову вартість. Це викликало критику проекту у громадськості міста.
Офіційно будівництво другої черги лінії почалося 18 липня 2013 року в присутності мера міста, але фактично роботи почалися у березні наступного року.

## Лінія
Сучасна лінія складається з 31 км та 26 станцій, побудованих у дві черги. Початкова ділянка складалася з 15,1 км та мала 15 зупинок, розширення лінії сталося 16 березня 2018 року коли були відкриті ще 11 станцій та приблизно 15 км. На лінії використовується рухомий склад виробництва Сіменс. Квитки продаються на кожні станції у квиткових автоматах, що приймають монети, готівку та банківські картки.
Лінія починається на півдні поблизу Шосе I-485 та прямує на північ до центральної частини міста, де на станції «Charlotte Transportation Center» має пересадку на трамвайну лінію. Далі лінія прямує на північний схід до станції «UNC Charlotte–Main station» що знаходиться поблизу Університетського містечка в окрузі Мекленбург.

## Трамвай
Також в місті працює лінія звичайного трамвая що відкрилася у 2015 році. Лінія складається з 2,4 км та має 6 зупинок.

## Режим роботи
Лінія працює з понеділка по суботу з 5:30 до 1:30, у неділю з 6:15 до півночі. Інтервал руху починається від 10 хвилин у годину пік, та збільшується до 20 хвилин пізно ввечері, у неділю інтервал ввечері збільшується навіть до 30 хвилин.

## Галерея

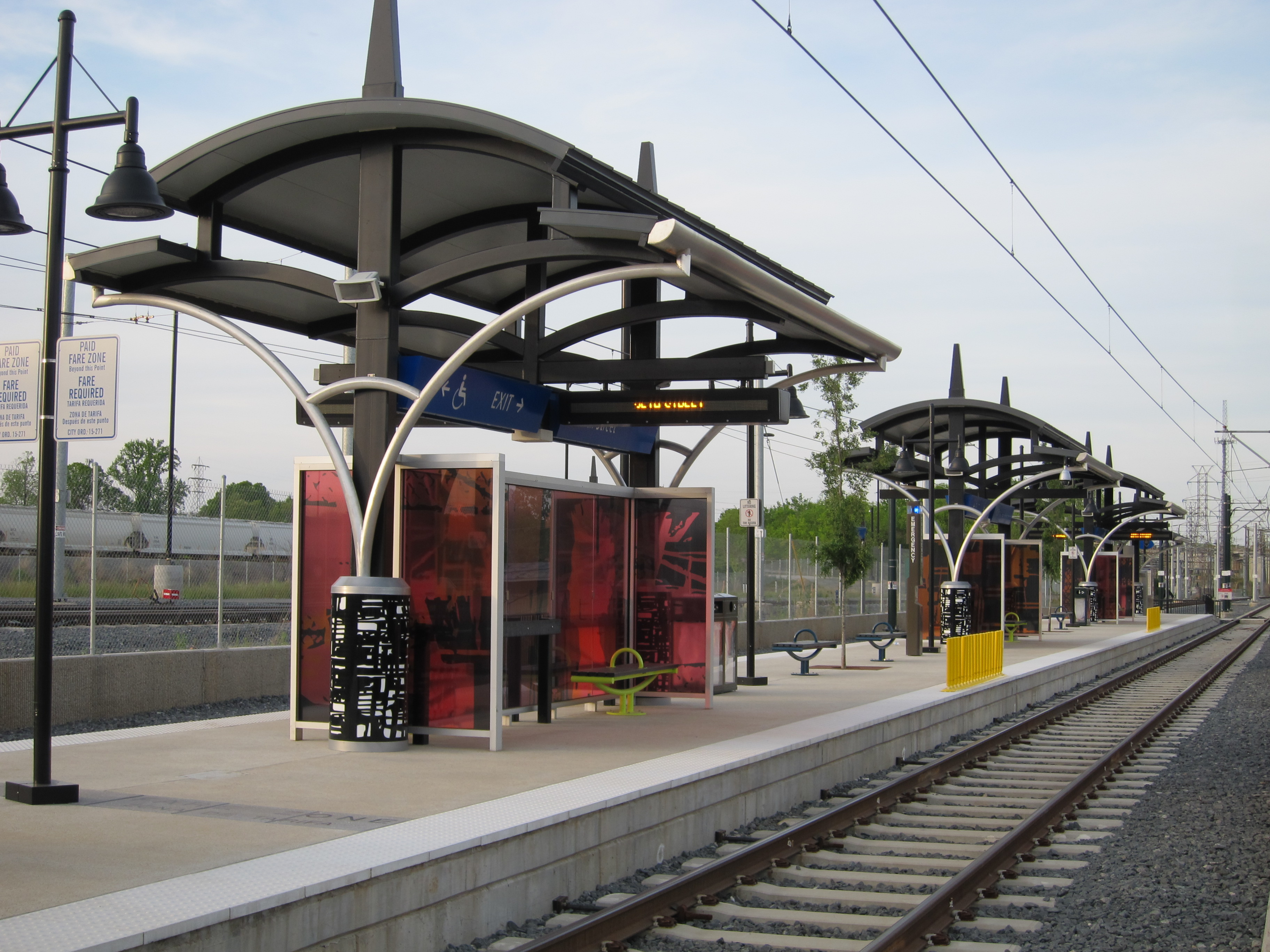
Станція «25th Street»
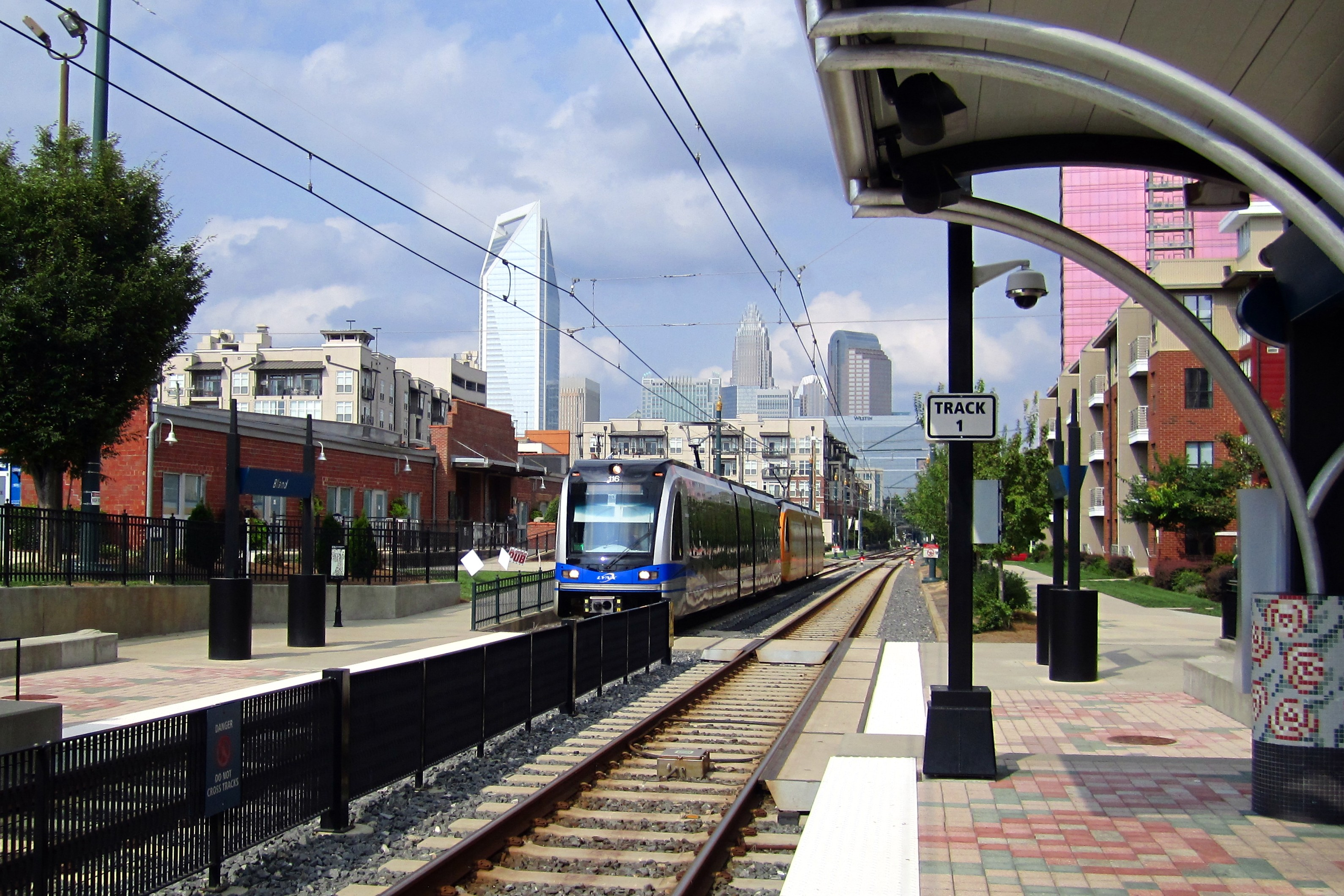
Потяг поблизу станції «BlandStreet»
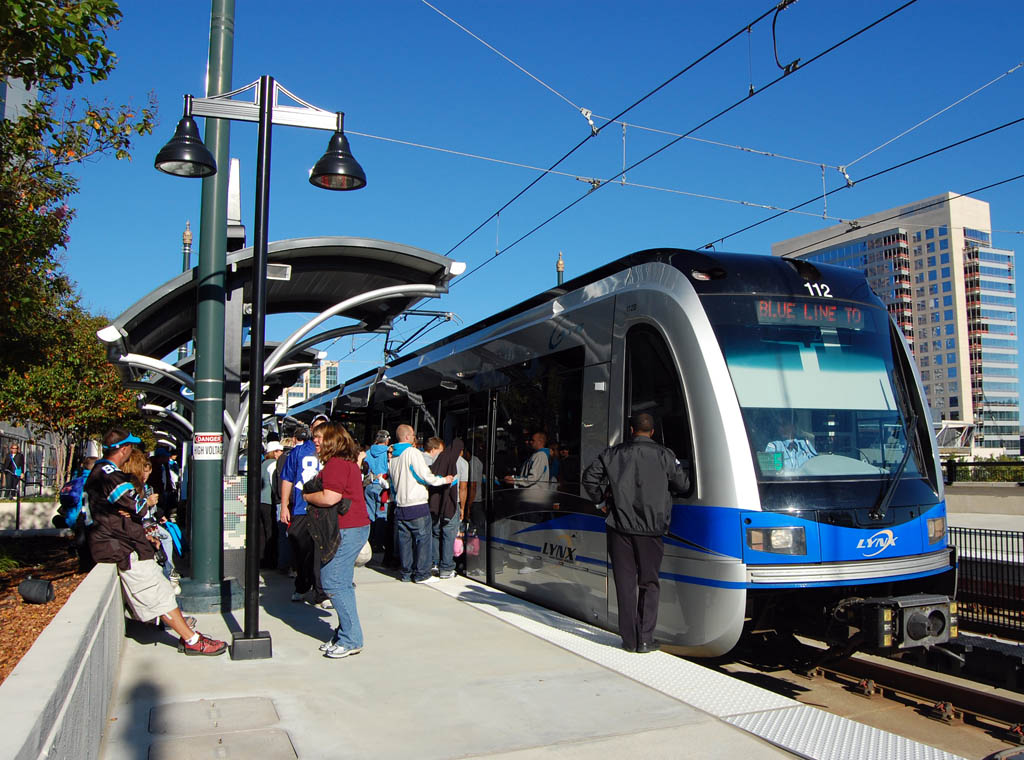
Потяг на станції «Stonewall»